# Albrecht Wilhelm Roth

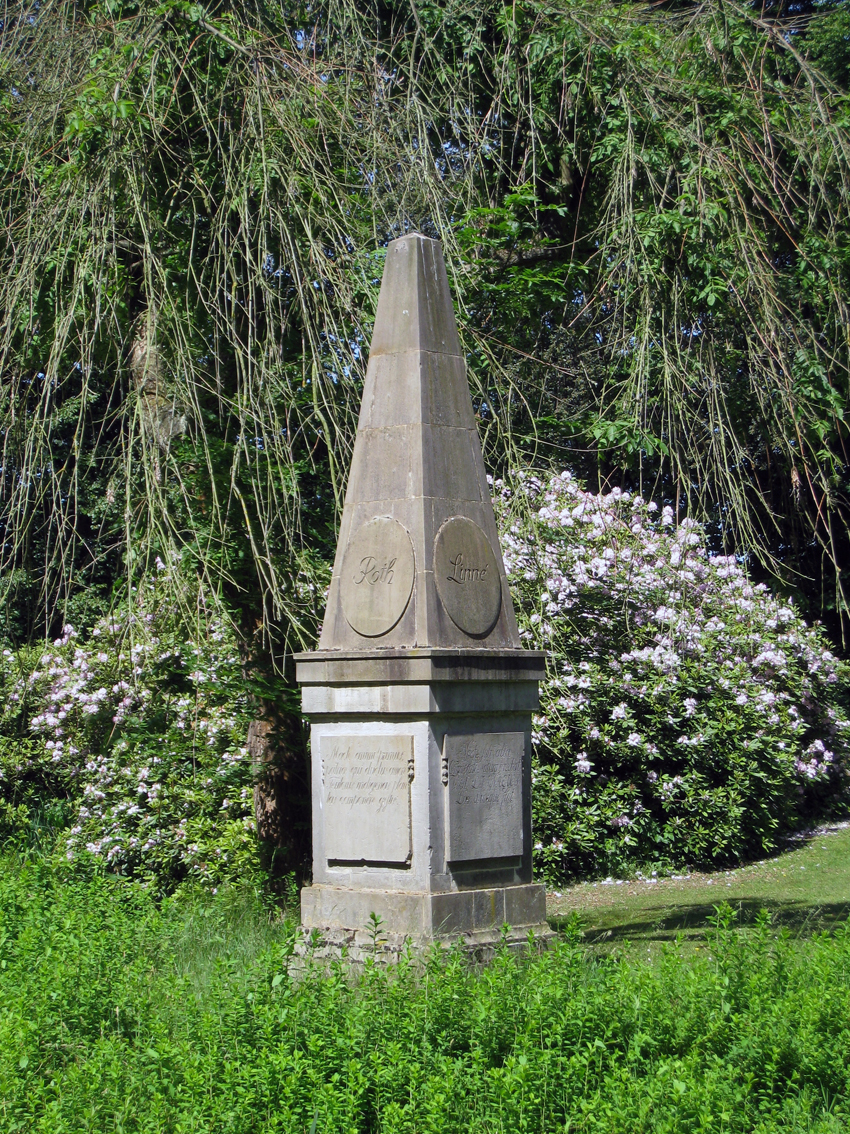
L'obelisc que commemora els naturalistes Carl von Linné, Albrecht Wilhelm Roth, Albrecht von Haller i Nikolaus Joseph von Jacquin

Albrecht Wilhelm Roth (6 de gener de 1757 - 16 d'octubre de 1834) va ser un metge i un botànic alemany nascut a Dötlingen.
Estudià medicina a la Universitat de Halle i a la Universitat d'Erlangen, on es doctorà el 1778.
Practicà lamedicina a Dötlingen i després a Bremen-Vegesack.
La seva recerca en botànica cridà l'atenció de Johann Wolfgang von Goethe (1749-1832), qui va recomanar Roth per a un lloc de treball a l'institut de botànica de la Universitat de Jena.
Dues de les seves millors obres escrites són Tentamen florae germanica (un tractat de la flora alemanya) i Novae plantarum species praesertim Indiae orientalis (sobre la flora d'Índia). Aquest darrer treball està basat en els espècimens recollits per Benjamin Heyne (1770-1819).
l recorda el gènere de plantes Rothia de la família fabàcia.

## Algunes obres
- Anweisung für Anfänger Pflanzen zum Nutzen und Vergnügen zu sammlen und nach dem Linneischen System zu bestimmen, 1778.[4]
- Beyträge zur Botanik, 1782-1783
- Tentamen florae germanicae, 1788-1800
- Catalecta botanica (with Franz Carl Mertens), 1797-1806
- Anweisung Pflanzen zum Nutzen und Vergnügen zu sammlen und nach dem Linneischen Systeme zu bestimmen, 1803.[5]
- Novae plantarum species praesertim Indiae orientalis, 1821.[6]
- Enumeratio plantarum phaenogamarum in Germania sponte nascentium, 1827
- Manuale botanicum, 1830